# Либера Портонери
Лѝбера Портонèри (на италиански: Libera Portoneri; * ок. 1448, † сл. 5 юни 1511 или 31 март 1525 в Падуа) е метреса на Филип II Саво́йски Безземни, 7-и херцог на Савоя (1496 – 1497).

## Потомство
От Филип II Савойски има двама сина и една дъщеря:
- Райнер (Ренато) Извънбрачни дьо Брес, нар. „Големи Извънбрачни Савойски“ (* ок. 1473, † 31 март 1525 в Падуа), припознат (12 септември 1499, потвърдено от император Максимилиан I 14 октомври 1499), родоначалник на кадетския клон Савоя-Вилар, граф на Вилар ан Брес (22 февруари 1498), чрез брак граф на Танд (16 октомври 1509), губернатор на Ница, губернатор на Прованс, граф дьо Бофор (12 май 1519), ∞ 28 януари 1502 (договор) за Анна Ласкарис (* ноември 1487, † сл. 10 юли 1554), графиня на Танд. Имат двама сина и три дъщери.
- Антония Извънбрачна Савойска († пр. 21 юли 1500), чрез брак господарка на Монако; ∞ 26 юни 1486 (договор) за Жан Грималди († ок. септ.-дек. 1468, † 10/11 октомври 1505 убит в Мантон от брат му Люсиен), господар на Монако и Антиб като Жан II (1494), син на господаря на Монако Ламбер Грималди и на съпругата му Клодина Грималди, господарка на Монако. Имат едно дете.
- Петър Извънбрачни Савойски († 1458), епископ на Женева.